# Sieben Chancen
Sieben Chancen (Alternativtitel Buster Keaton, der Mann mit den 1000 Bräuten; englischer Originaltitel Seven Chances) ist eine Stummfilmkomödie von und mit Buster Keaton aus dem Jahr 1925. Der Film basiert auf David Belascos Bühnenproduktion des gleichnamigen Stücks von Roi Cooper Megrue. Der erfolglose Geschäftsmann Jimmie erbt sieben Millionen Dollar, wenn es ihm innerhalb weniger Stunden gelingt zu heiraten.
Im Gegensatz zu Keaton, der sich mit der Komödie unzufrieden zeigte, sprechen Kritiker allgemein von einem gelungenen Werk, wobei insbesondere die finale Verfolgungsjagd hervorgehoben wird. Zudem ist Seven Chances der einzige Film Keatons, der als Grundlage für zwei Neuverfilmungen (1947 und 1999) diente.

## Handlung
Jimmie Shannon und sein Geschäftspartner Billy sind mit dem Bankrott konfrontiert, als Jimmie erfährt, dass er von seinem verstorbenen Großvater sieben Millionen Dollar erbt – vorausgesetzt, er ist bis spätestens 7 Uhr abends desselben Tages verheiratet. Jimmie muss seine notorische Schüchternheit überwinden und macht seiner angebeteten Mary einen Heiratsantrag. Weil sie glaubt, er wolle die Ehe nur des Geldes wegen, weist sie ihn ab.
Die finanzielle Notlage zwingt Jimmie, weiteren weiblichen Bekanntschaften in aller Eile einen Heiratsantrag zu unterbreiten, der jedoch meist noch eiliger zurückgewiesen wird. Sein Partner schaltet daraufhin eine Heiratsanzeige in der Zeitung. Tatsächlich drängen bald hunderte Frauen in freudiger Erwartung, einen Millionär zu ehelichen, in die Kirche.
Als der Küster die Damen irritiert der Kirche verweist, entlädt sich die Wut der Heiratswilligen an Jimmie. Mit hunderten aggressiven Frauen in Brautkleidern hinter sich rennt Jimmie durch die Straßen von Los Angeles und flüchtet ins umliegende Gelände. Durch eine Geröll-Lawine, die er dabei unabsichtlich lostritt, werden die Frauen schließlich in die Flucht geschlagen.
In der Zwischenzeit konnte sich Mary von der ehrlichen Liebe Jimmies überzeugen. In letzter Minute geben sich beide das Jawort, womit Jimmies Erbe gerettet ist. Beim Küssen der Braut kommen Jimmie jedoch sämtliche Gratulanten zuvor.

## Produktionsgeschichte

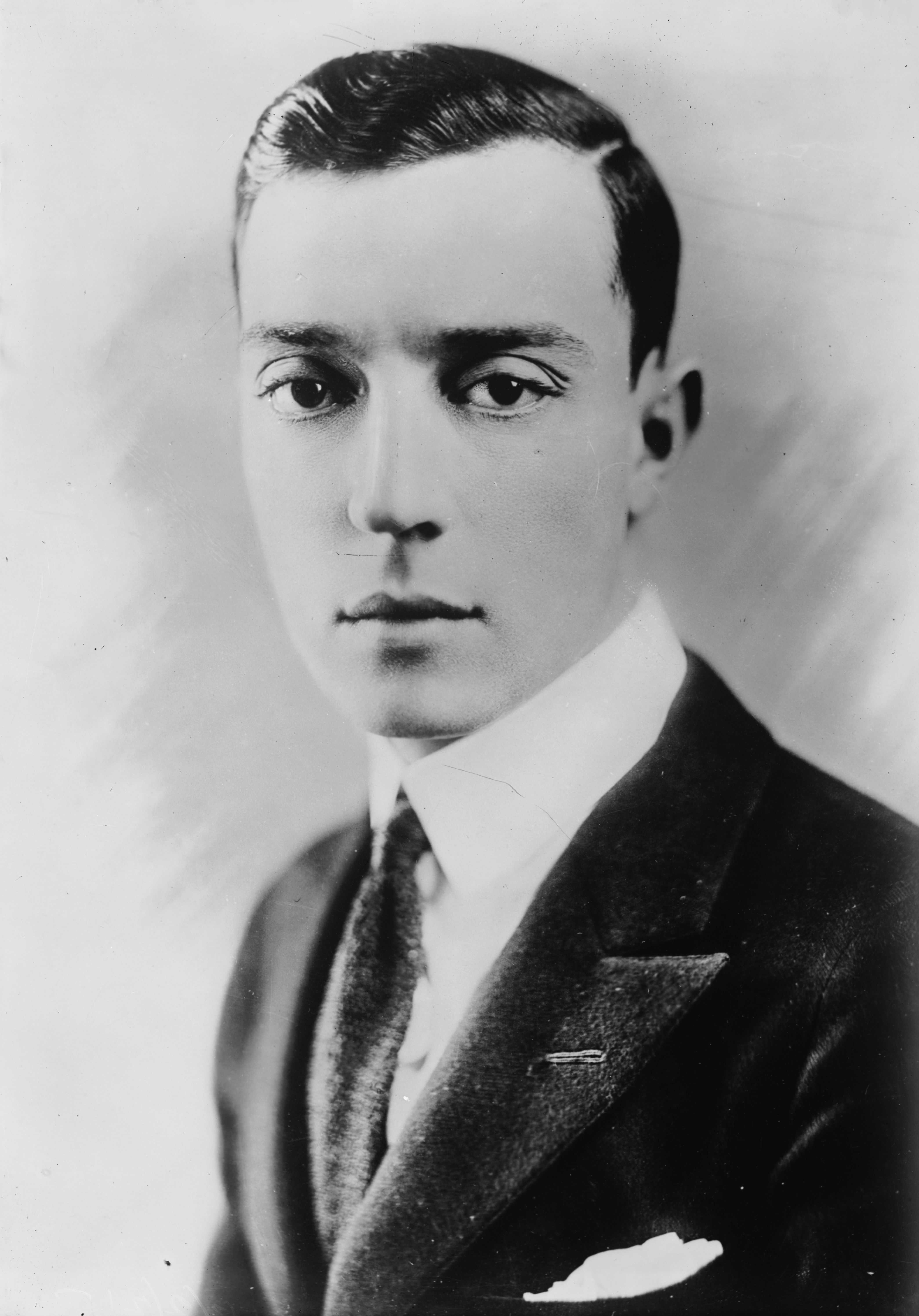
Buster Keaton, vermutlich um 1920.

Joseph Schenck, Produzent der Filme Keatons, hatte die Rechte an Seven Chances ohne Rücksprache mit Keaton erworben und dem einstigen Rechteinhaber John McDermott auch den Posten des Co-Regisseurs zugesichert. Das Stück von Roi Cooper Megrue hatte 1916 Premiere und war für Keaton „jene Art unglaubwürdige Komödie, die ich nicht mag“. Weil Keaton Schenck Geld und einige Gefallen schuldete, akzeptierte er den Stoff und entwickelte zusammen mit seinem Autorenteam Clyde Bruckman, Jean C. Havez und Joseph A. Mitchell entgegen ihrer sonstigen Arbeitsweise den Film aus einer literarischen Vorlage heraus. Das Team kürzte die Handlung des Stücks auf das Wesentlichste und passte sie dem Medium Stummfilm sowie dem Stil Keatons an: Statt Wortwitz mussten visueller Humor und Schauwerte dominieren. So ersannen die Autoren, die wie stets ohne festgeschriebenes Drehbuch arbeiteten, als neuen letzten Akt eine abwechslungsreiche Verfolgungsjagd. Auch gestalteten sie die Hauptfigur im Sinne Keatons aufrichtiger Leinwandpersönlichkeit um: Bei Keatons Jimmie ist nicht Geldgier die Antriebskraft der verzweifelten Brautwerbung, sondern Geldnot und die Loyalität zu seinem Geschäftspartner. In seine spätere Braut ist er seit langer Zeit heimlich verliebt.
Auch bei den Dreharbeiten bestand Keaton auf seine gewohnte künstlerische Freiheit. Der bei allen Entscheidungen übergangene McDermott stieg schließlich aus der Produktion aus. Gedreht wurde auf 35 mm und in Schwarz-weiß. Der romantische Prolog, in dem Jimmie sich in allen vier Jahreszeiten nicht traut, Mary seine Liebe zu gestehen, wurde im Technicolor Process No. 2 gefilmt. Für den Rest des Films wurde auf das aufwändige Farbverfahren verzichtet. Stattdessen griff Keaton im Laufe der Handlung auf einen Filmtrick zurück, den er bereits bei Sherlock Jr. in einer bekannten Tricksequenz nutzte: In Seven Chances steigt Jimmie vor seinem Country Club in seinen Roadster, um zum Haus Marys zu fahren. Doch das Automobil bleibt an seinem Platz: Nur der Hintergrund wechselt durch eine Überblende auf das Haus von Mary, woraufhin Jimmie aus dem Fahrzeug aussteigt und durch die Gartentür geht. Als er kurze Zeit später wieder zurück zum Clubhaus fährt, kehrt sich der Vorgang exakt um. Für diesen filmtechnischen Gag waren genaue Abmessungen notwendig. Das Automobil und Buster Keaton mussten in exakt gleicher Position und Entfernung zur Kamera abgefilmt werden. Durch Überblendung der beiden an unterschiedlichen Orten gefilmten Einstellungen ergab sich der Effekt.
Vor der Kamera arbeitete er erstmals mit dem Charakterdarsteller und Komödianten Snitz Edwards zusammen, der auch bei nachfolgenden Produktionen an der Seite Keatons zu sehen ist. Die auffällige Verfolgungsjagd am Höhepunkt des Films realisierte er mit rund 500 als Bräute zurechtgemachten Statistinnen in den Straßen von Los Angeles. Als Rezeptionistin im Country-Club hat auch der spätere Filmstar Jean Arthur einen kleinen Auftritt.
Als Keaton die fertig geschnittene Komödie wie üblich im Rahmen von Voraufführungen zeigte, hielten sich nach seinen Angaben die Reaktionen in Grenzen. Nur als er im Film während der Verfolgungsjagd zufällig einige Felsbrocken löste und ins Rollen brachte, reagierten die Zuschauer „zum ersten Mal während des Films“ mit aufgeregter Erwartung. „Wir bildeten daraufhin 1500 Felsbrocken nach, von der Größe einer Grapefruit bis zu acht Fuß im Durchmesser […] Wir arbeiteten zwar mit Pappmaché … trotzdem wog zum Beispiel der große Brocken 400 Pfund.“ In der zugefügten Sequenz tritt Jimmie Steine los, die weitere Steine anstoßen. Es entwickelt sich eine gewaltige Geröll-Lawine aus Felsbrocken unterschiedlichster Größe. Als die Gruppe heiratswilliger Bräute im Tal Jimmie den Weg abschneiden will, wird sie von den rollenden Felsbrocken in die Flucht geschlagen, während Jimmie sich dem Steinschlag stellt und geschickt den einzelnen Felsbrocken
ausweicht. Zu dem neuen Finale meinte Keaton: „Nur dadurch wurde der Film gerettet.“

## Filmanalyse

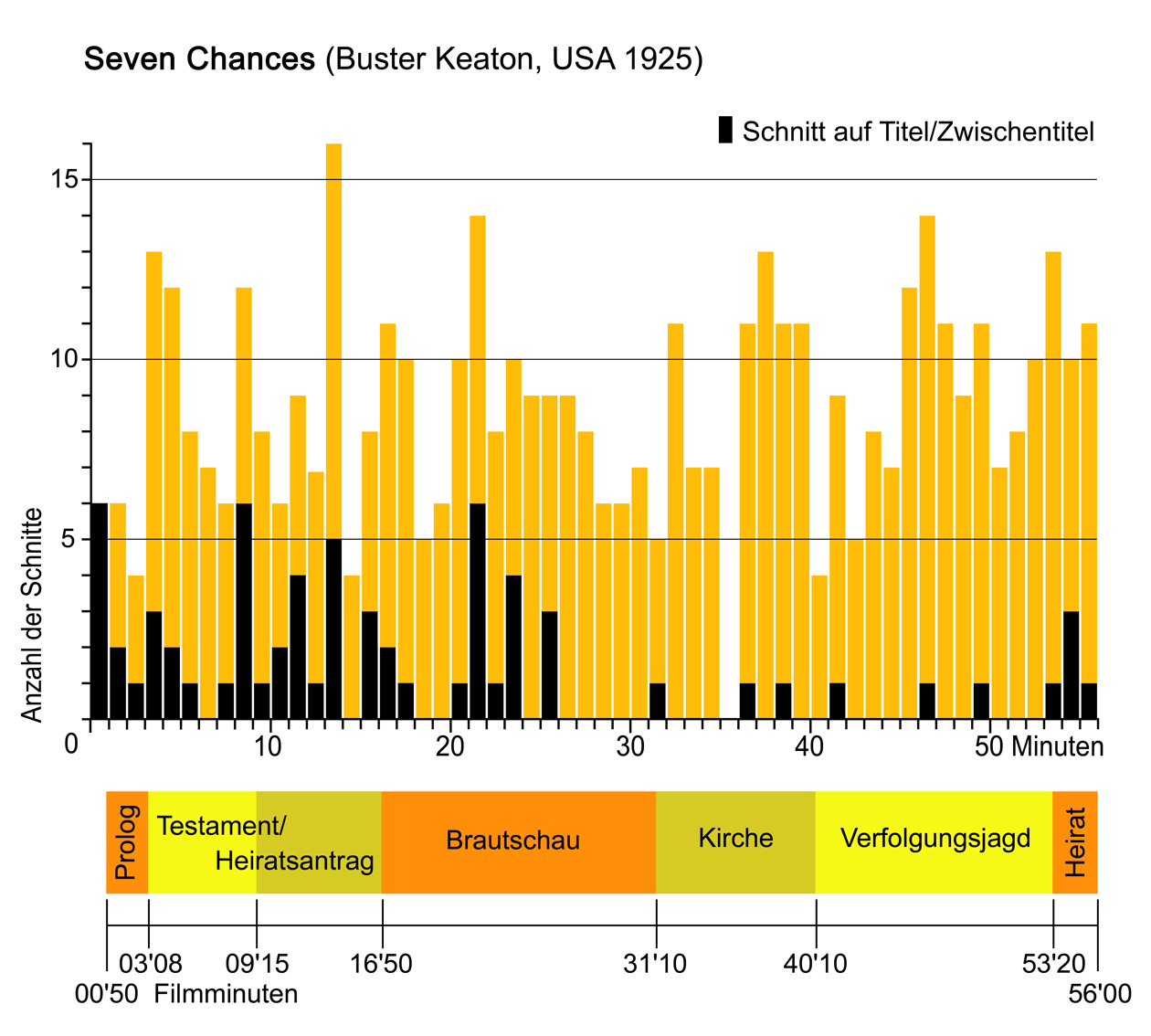
Wie die Schnittfrequenzgrafik zeigt, wird der Einsatz von Zwischentiteln (schwarz) in der zweiten Hälfte deutlich geringer. Die dynamische Verfolgungsjagd nimmt rund ein Viertel der Gesamtspieldauer ein.

Anträge zu machen und dabei abgewiesen zu werden, ist ein typisches Thema in den Filmen Keatons, das in Seven Chances auf die Spitze getrieben wird: Die Umstände zwingen ihn, sieben Frauen hintereinander zu fragen, ob sie ihn heiraten wollen. Wie Filmwissenschaftler anmerken, steigert Keaton das Tempo mit jeder Sequenz auf „makellose Weise“: „[…] die Letzte sagt schon ‚Nein’, bevor er sie überhaupt etwas fragen kann.“ So wächst nicht nur die Verzweiflung der Hauptfigur: Laut Robert Knopf verzerrt der Film die gesellschaftlichen Konventionen der Brautwerbung ins Absurde. Für Norbert Grob ist der berührendste Moment erreicht, als Buster (Jimmie) „schließlich für einen Moment absieht von seinen Sorgen“ und sich in der Kirche in die vorderste Bank kauert und einschläft, kurz bevor hunderte Bräute nach und nach die Kirche füllen.
Die von Kritikern immer wieder beobachtete surrealistische Komik dieses „melancholischen Komödianten“ zeigt sich, als Buster in einem Friseursalon mit einer Dame flirtet, die er nur von hinten sieht, „bis der Friseur hinzukommt – und ihr den Kopf wegnimmt, es ist seine Vorführpuppe.“ Eine andere Form der Verwechslung teilt sich heutigen Zuschauern nicht mehr so direkt mit: Buster sieht an einem Bühneneingang das Plakat eines weiblichen Stars und verschafft sich Zutritt zu deren Garderobe. In diesem Augenblick wird ein Kostümkoffer entfernt, der den Namen auf dem Plakat verdeckte: „Julian Eltinge“ – ein seinerzeit sehr bekannter Frauenimitator. Kurz darauf kommt Buster mit einem blauen Auge aus der Garderobe. Walter Kerr meint dazu, in kaum einem anderen Film werde die damalige unkomplizierte Sichtweise auf Frauenimitatoren deutlicher. „[Das Publikum] sah es als Talent an, nicht als Hinweis, der Darsteller sei möglicherweise Transvestit.“
Besonders beeindruckt zeigt sich die Rezeption von der rund zwölf Minuten langen Verfolgungsjagd und dem nachträglich hinzugefügten Steinschlag, der Keaton „nicht nur ein herausragendes Film-Finale bescherte, sondern einen seiner repräsentativsten Spitzentänze mit belebten Objekten.“ Das Geröll, das Buster töten könnte, bringt ihm die Rettung vor den aufgebrachten Frauen: „[…] unter Felsen fühlt er sich wohler.“ Als beherrschendes Hauptmotiv der Komik macht Robert Knopf dabei die stete Steigerung der Massen aus: Zu der irrwitzigen Menge an Bräuten gesellen sich etwa ein strammer Trupp von Polizisten, ein Schwarm Bienen und schließlich die unzähligen Felsbrocken unterschiedlichster Größe. Der herannahende Sieben-Uhr-Termin selbst wurde zu Beginn der Verfolgungsjagd in einer Gagsequenz mit mehreren Uhren etabliert. Das auf den Termin zulaufende narrative Gerüst verschaffte Keaton die Freiheit, sich ganz auf die Entfaltung verschiedenster Gags während Jimmies Flucht zu konzentrieren. Seine Fähigkeit, starke Bilder zu kreieren, wird in diesem Zusammenhang besonders betont. Um möglichst viel von den eingesetzten Mengen an Bräuten und Geröll zu zeigen, ließ Keaton die Verfolgungsjagd mit totalen Einstellungen filmen. Bei Keaton triumphiert laut Grob nicht die Suggestion, „sondern der Schauwert, der voller Lust, oft geradezu onirisch präsentiert ist.“ Nahe Einstellung vermied er, auch weil sie seiner Ansicht nach den Rhythmus einer Komödie stören können: „[…] ein Schnitt [auf eine Nahaufnahme] kann das Publikum vom Lachen abhalten.“

## Rezeption
Seven Chances kam Mitte März 1925 in die amerikanischen Kinos. Wie schon zu Sherlock, jr. erging an die Filmvorführer der Hinweis, den Film in einer Geschwindigkeit von 1000 Fuß in elf Minuten und damit schneller als heutige Tonfilme zu projizieren.
Mit rund 600.000 Dollar Einnahmen allein in den Vereinigten Staaten erwies sich die Komödie als profitabel: Filmhistoriker beziffern die durchschnittlichen Produktionskosten eines Keaton-Films mit 220.000 Dollar.
Zwar wurde damit der außergewöhnliche kommerzielle Erfolg von Keatons vorangegangener Produktion The Navigator nicht übertroffen, doch bestätigte der allgemeine Zuspruch Keatons herausragende Popularität als Filmkomiker – auch wenn etwa die New York Times enttäuscht feststellte, Keatons neue Komödie wäre „nicht in derselben Klasse wie The Navigator.“
Keatons wiederentdeckte und restaurierte Stummfilmkomödien wurden nach der erfolgreichen Wiederaufführung von The General ab 1962 nach und nach erneut in Kinos gezeigt. Im September 1965 erlebte Seven Chances im Rahmen des New York Film Festival seine Wiederaufführung.
Auch Jahrzehnte nach seiner Fertigstellung blieb Buster Keaton bei seiner Einschätzung, dass Seven Chances sein schwächster Film wäre. Von heutigen Kritikern und Filmwissenschaftlern wird ihm gerne widersprochen. Jim Kline meint, die Komödie sei eine „wunderbar komische und einfallsreiche Arbeit, die [Keatons] abwertende Meinung keinesfalls verdient.“ David Robinson spricht von dem Film als „ideales Vehikel“ für Keatons Komik.

## Neuverfilmungen
Seven Chances war als einziger Film Keatons Vorlage für zwei Neuverfilmungen: Keatons Autor Clyde Bruckman arbeitete 1947 als Drehbuchautor an dem Kurzfilm Brideless Groom mit, der für The Three Stooges in den Hauptrollen entstand. 1999 kam Der Junggeselle (The Bachelor) mit Chris O’Donnell und Renée Zellweger in die Kinos.
Die Kritiker gaben meist dem Original den Vorzug: „Die Genialität Buster Keatons verdiente eine bessere Hommage.“